# Alexis Mousélé (général)
Pour l’article homonyme, voir Alexis Mousélé.
Alexis Mousélé (grec : Ἀλέξιος Μουσελέ), Mosele (grec : Μωσηλέ ) ou Mousoulem (grec : Μουσουλέμ) est un général byzantin de la fin du VIIIe siècle d'origine arménienne.

## Biographie

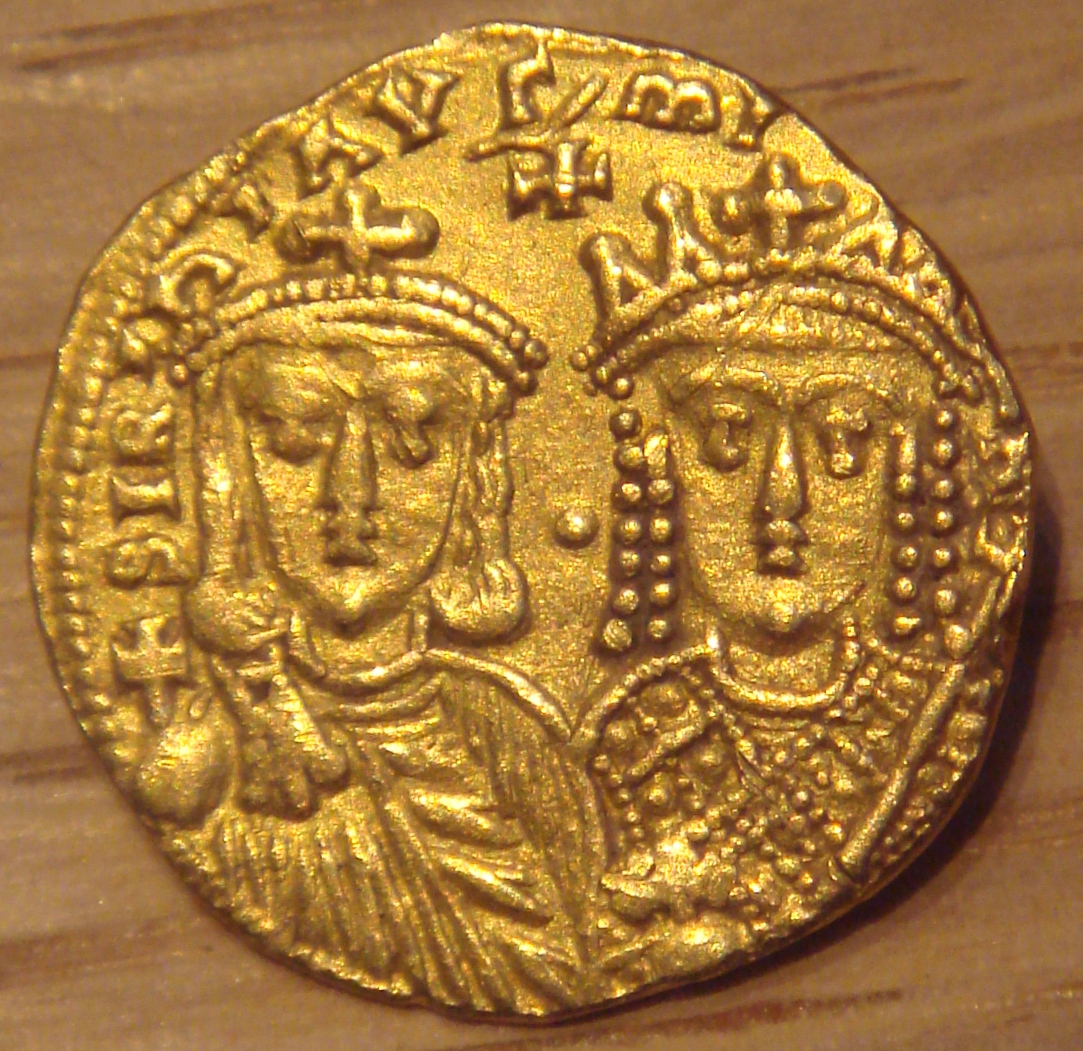
Monnaie byzantine en or représentant l'empereur Constantin VI, avec sa mère et corégente, Irène. Alexis Mousélé soutient Constantin contre Irène in 790, mais est emprisonné et aveuglé quand cette dernière revient au pouvoir en 792.

Alexis est l'un des premiers membres connu de la famille Mousélé, peut-être le fils de Gregorios Mousoulakios (=Grigor, fils de Moušeł), comte de l'Opsikion en 778 et patrice en 802, qui participe au siège de Germanicée aux côtés d'Artavazd Mamikonian, stratège des Anatoliques. Plus tard, en 790, il participe au coup d'État qui écarte l'impératrice Irène du trône. Nicolas Adontz estime que son prénom, son patronyme et son association avec Artavazd militent pour une appartenance à la famille Mamikonian, avec une parenté plus ou moins proche d'Artavazd. Celui-ci pousse d'ailleurs le généalogiste Christian Settipani à le faire fils de Moušeł VI Mamikonian, mais selon l'historienne de l'Arménie médiévale, Nina Garsoïan, la thèse de la descendance d'Alexis et d'autres nobles arméno-byzantins des Mamikonian « attrayante qu'elle soit […] ne peut être prouvée, faute de sources ».
En 790, il est drongaire de la Vigla, un corps de cavalerie d’élite, dont il est le premier responsable connu. En septembre de la même année, il est envoyé par l'impératrice régente Irène pour traiter avec les troupes du thème des Arméniaques, qui refusaient de prêter serment à l'impératrice, parce qu'elle s'était placée au premier rang, devant son fils l'empereur Constantin VI. Les Arméniaques, ayant emprisonné leur général, Nicéphore, proclamèrent Alexis Mousélé comme leur nouveau commandant et Constantin comme l'unique empereur. À cette nouvelle, les autres thèmes d'Asie mineure, suivirent le mouvement, déposèrent leur commandant et proclamèrent également Constantin comme le seul empereur,,,.
Les troupes des deux thèmes se rassemblent en Bithynie, où ils exigent de l'impératrice Irène la libération de son fils, qu'elle avait placé en résidence surveillée. Sous la pression des troupes, Irène cède. L'empereur Constantin prend peu après les rênes du pouvoir, écarte les conseillers d'Irène et relègue cette dernière dans un palais à Constantinople. Alexis Mousélé est confirmé comme stratège des Arméniques en 790, et plus tard convoqué à Constantinople et élevé au rang de patrice. Cependant, Constantin se révèle incapable de gouverner efficacement l'Empire byzantin, et les succès militaires ne se sont pas concrétisé, bien qu'espéré par les soldats qui l'avaient soutenu. En janvier 792, cependant, il rappelle sa mère d'exil, lui rend ses titres et sa position de corégente, et exige de l'armée qu'elle l'acclame avec lui. Les Arméniaques refusent une nouvelle fois de s'exécuter et demandent le retour d'Alexis Mousélé de Constantinople. Bien que ce dernier lui avait garanti sa sécurité personnelle, l'empereur Constantin le soupçonne de vouloir monter sur le trône, et le fait fouetter, tonsurer et emprisonner,,.
Peu après, l'armée byzantine, conduite par l'empereur lui-même, subit une grave défaite à Marcellae contre les Bulgares. Comme la colère se fait sentir dans les rangs de l'armée, laquelle avait à plusieurs reprises tenté de le faire remplacer, l'empereur, sur les conseils de sa mère et de l'eunuque Staurakios fait aveugler Alexis Mousélé. Nicéphore, un oncle de Constantin que l'armée avait projeté de faire monter sur le trône est également aveuglé, et quatre autres oncles ont la langue coupée,,. À cette nouvelle, les Arméniaques entrent en rébellion ouverte. Ils défont une armée loyaliste en novembre, mais sont vaincus seulement en mai 793 par une expédition conduite par l'empereur Constantin VI,.